# Paul Hoecker
Pour les articles homonymes, voir Hoecker.
Paul Hoecker, ou Paul Höcker, né le 11 août 1854 à Oberlangenau, arrondissement d'Habelschwerdt en province de Silésie, et mort le 13 janvier 1910 à Munich, est un peintre allemand de l'école de Munich et membre fondateur de la sécession de Munich.

## Biographie

### Jeunesse
La maison de ses parents, la Hoecker-Haus, se situe au lieu dit Am Plan à Oberlangenau dans le comté de Glatz en Silésie, dans laquelle des armoiries indiquaient une longue lignée familiale. Selon Paul Preis : « Il n'a reçu aucun autre encouragement pour les beaux-arts dans la maison de ses parents, mais il avait hérité d'un riche talent musical de sa mère. Son inclination pour l'art doit s'être développée progressivement pendant ses années d'école. À l'époque où il fréquentait le lycée de Neustadt en Silésie, il était connu au moins pour ses dessins humoristiques et ses caricatures de ses professeurs. ».

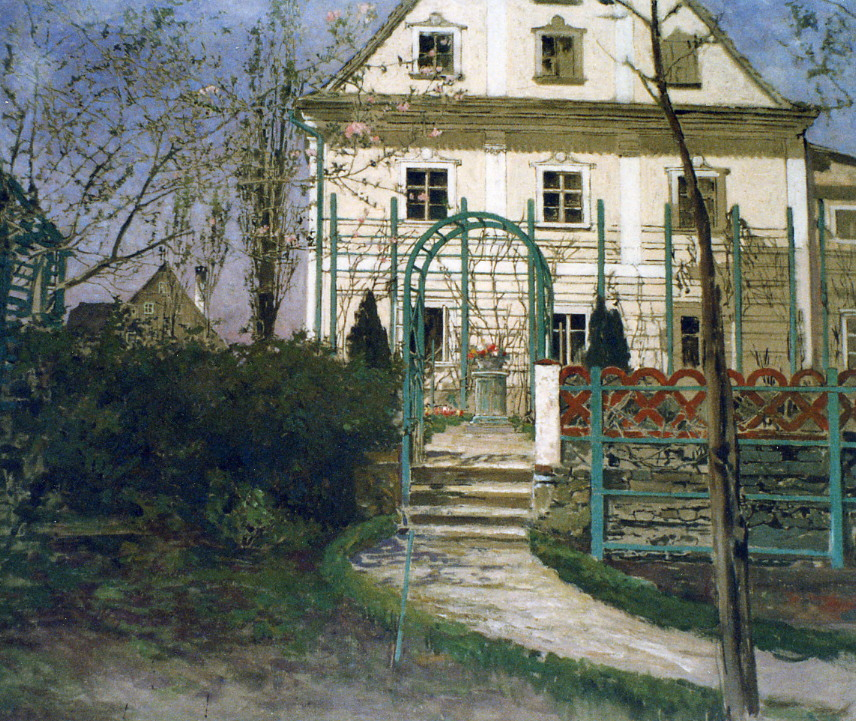
La maison Hoecker. Peinture de Paul Hoecker (vers 1900).

### Années de formation
Le 19 octobre 1874, il est admis à l'Académie des beaux-arts de Munich qu'il fréquente jusqu'au printemps 1879. Il s'inscrit aux cours des Antiquités et passe à la classe du peintre de genre et paysagiste Wilhelm von Diez. « De cette école sortaient des artistes qui s'éloignaient de l'orientation essentiellement romanesque de la peinture de genre. Plusieurs de ses élèves deviendront plus tard membres de la Sécession munichoise et prépareront l'impressionnisme et l'Art nouveau».
En 1882, il se rend à Paris, puis en Hollande, au Holstein, dans les ports maritimes allemands, puis de nouveau à Munich, où il s'est lié d'amitié avec Fritz von Uhde, Bruno Piglhein et Max Liebermann. En 1883, il apparaît à l'exposition internationale d'art de Munich avec des peintures de genre de Hollande et d'intérieurs qui se distinguent par le traitement du clair-obscur.
En 1884, il s'installe à Berlin, puis en 1888 retourne à Munich et adhère au courant naturaliste moderne qui met l'accent sur la reproduction de puissants effets de lumière.

### Professeur à l'Académie de Munich
Paul Hoecker est nommé le 1er décembre 1891, à l'âge de 36 ans, professeur à l'Académie royale des beaux-arts de Munich. Il reprend la classe de peinture de l'Académie, orpheline depuis Friedrich August von Kaulbach. Il est le premier professeur de l'académie à se rendre régulièrement à la campagne pour des peintures estivales, à Haimhausen, Utting am Ammersee ou Breitbrunn am Chiemsee,.
Hoecker est « le premier moderniste à l'Académie ». Il enseigne à ses élèves l'art de l'École de Barbizon, des impressionnistes et néo-impressionnistes, et des nouveaux courants artistiques de Dachau et de Worpswede,. La poésie de la nature devient la base intellectuelle de l'association d'artistes Scholle et s'exprime dans le magazine Die Jugend.
Au début des années 1890, Höcker a un studio très fréquenté à l'Académie de Munich, où il attire de jeunes talents. « La réputation d'être issu de l'école Hoecker était une recommandation à Munich dans les années 1890 ».
En raison de la forte influence de Franz von Lenbach dans les expositions de Munich, il y a peu de place pour les mouvements artistiques modernes. Le 4 avril 1892, Hoecker cofonde la Sécession de Munich dont il est le secrétaire du conseil d'administration. C'est la première association artistique en Allemagne à rendre possibles de nouvelles formes de peinture et d'expositions. Dans d'autres villes comme Berlin naissent des mouvements alternatifs similaires.
En 1897, Hoecker est impliqué dans un scandale en raison d'une image de la Madone, et abandonne son poste d'enseignant : il aurait pris comme modèle un jeune prostitué avec qui il entretenait des contacts privés.

### Séjours en Italie et Oberlangenau

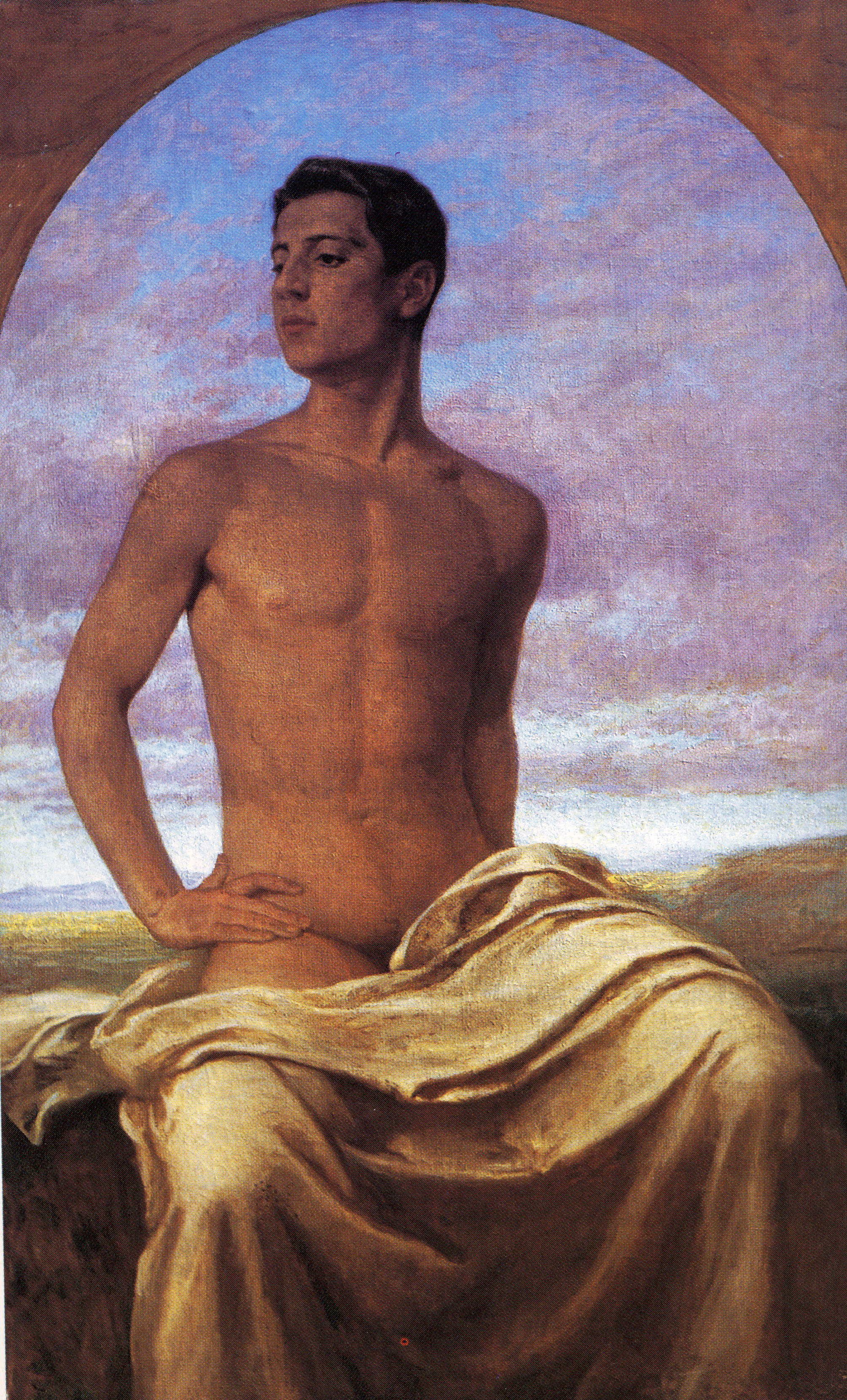
Nino Cesarini, vers 1904.

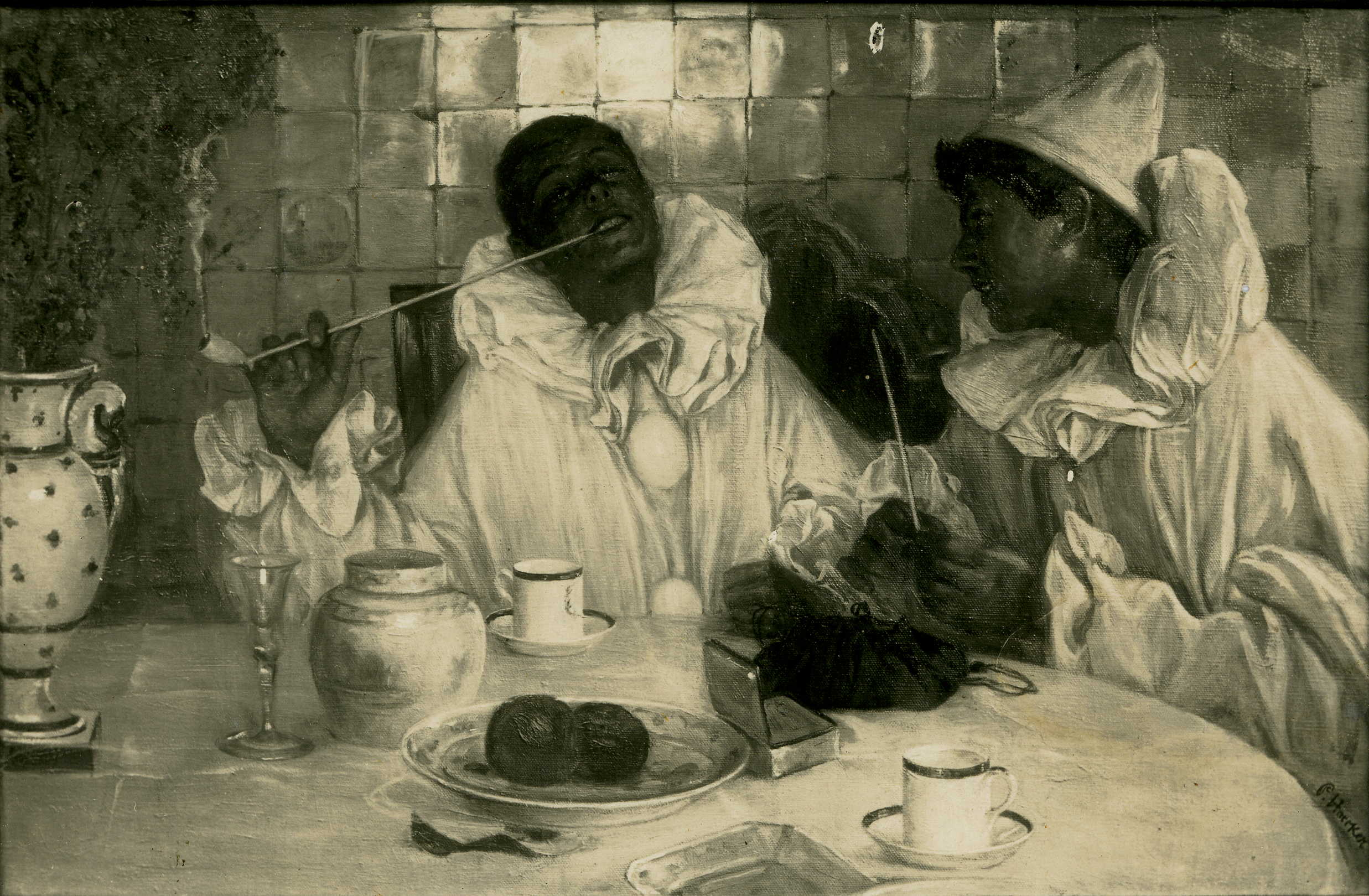
Pierrot aux sifflets, vers 1900.

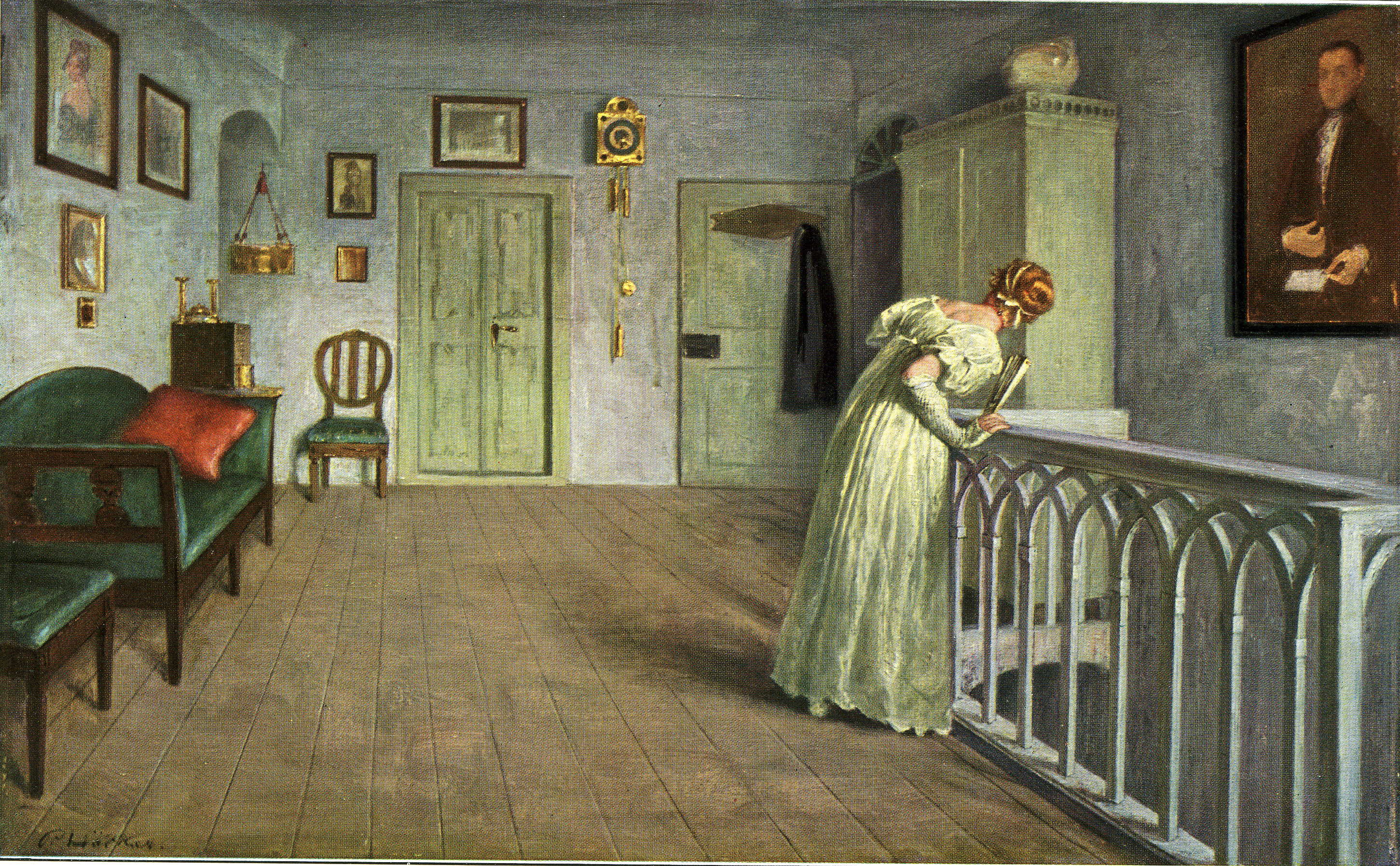
Attente, vers 1900.

En Italie, il est en contact avec le poète Jacques d'Adelswärd-Fersen, lui aussi retiré dans sa Villa Lysis à Capri après un scandale à Paris. Dans les années qui suivent, Paul Hoecker peint à plusieurs reprises son amant Nino Cesarini. À cette époque, son scandale à Munich semble avoir été oublié, du moins le magazine Jugend ose imprimer une version différente de la peinture (Nino vêtu) en couverture de son numéro 26. Il s'installe ensuite dans son village natal d'Oberlangenau, ou sa maison le Hoeckerhaus devient une curiosité locale. En 1910, il meurt du paludisme dans un hôpital de Munich. La nièce de Hoecker, Vally Walter, reprend la maison Hoecker avec l'atelier à Langenau.

## Élèves de Paul Hoecker
- Gustav Bechler (de)
- Max Barascudts (de)
- Emil Böhm (de)
- Ernest George Dodge (de)
- Paul Walter Ehrhardt (de)
- Reinhold Max Eichler (de)
- Felix Eisengräber (de)
- Max Feldbauer (de)
- Walter Georgi
- Adolf Höfer (de)
- Fritz Hofmann
- Meinhard Jacoby (de)
- Angelo Jank
- Carl August Liner
- O. Lohse
- Ferdinand Mirwald (de)
- Karl Hermann Müller-Samerberg (de)
- Adolf Münzer (de)
- Rudolf Nissl (de)
- Bruno Paul
- Walter Püttner (de)
- Leo Putz
- Ferdinand von Reznicek (de)
- Fritz Rhein (de)
- Emil Schill (de)
- Karl Schmoll von Eisenwerth (de)
- Wilhelm Schulz (de)
- Harry Schultz (de)
- Heinrich Strieffler (de)
- Wilhelm Stumpf (de)
- Franz Wilhelm Voigt (de)
- Fritz Wimmer (de)